# 1131
1131 (MCXXXI) je bilo navadno leto, ki se je po julijanskem koledarju začelo na četrtek.

## Dogodki

### Slovenija
- 8. oktober - Umrlega krškega škofa Hiltebolda nasledi Roman I.

### Evropa
- 7. januar - Odstavljeni švedski kralj Gotenlanda Magnus Močni, sin danskega kralja Nielsa, umori kronskega princa Knuta Lavarda, da bi se polastil njegove vojvodine Schleswig (oz. Južni Jutland). Na Danskem sledi več kot dvajsetletno nemirno obdobje bojev za danski prestol.
- 1. marec - Umrlega kralja Ogrske Štefana II., ki nima potomcev, nasledi bratranec Béla II. Slepi.
- 25. oktober - Po smrtni nesreči kronskega princa in sokralja Filipa Francoskega je povzdignjen v sokralja njegov mlajši brat Ludvik VII.
- Po smrti barcelonskega in provansalskega grofa  Rajmonda Berengarja III. nasledi grofijo Barcelono njegov starejši sin Rajmond Berengar III. in grofijo Provanso mlajši sin Berengar Rajmond I.
- Posvečena je opatija Tintern, južni Wales.
- Siciljski kralj Roger II. oblega vojvodino Amalfi. Ko se njegov admiral Jurij Antiohijski polasti amalfijske flote, se mesto preda.

- Med 1131 in 1136 pošlje konstantinopelski patriarh kot darilo ikono Vladimirska Bogorodnica kijevskemu velikemu knezu.

### Bližnji vzhod
- 21. avgust - Umrlega jeruzalemskega kralja Baldvina II. nasledita njegova hči Melisinda skupaj s soprogom Fulkom V. Anžujskim.
- Edeškega grofa Joscelina I., ki je umrl v boju proti seldžuškim Danišmendom, nasledi njegov sin Joscelin II.
- Po smrti seldžuškega sultana Mahmuda II. se v senci de facto sultana Ahmeda Sandžarja za skromno dediščino titularnega velikega seldžuškega slutana spopadeta Mahmudov sin Dawud in atabeg Togrul II.. Nobenima od njiju ni uspelo zagotoviti investiture abasidskega kalifa Al-Mustaršida.

## Rojstva
- 14. januar - Valdemar I., danski kralj († 1182)

Neznan datum
- Evdoksija Izjaslavna Kijevska, poljska velika vojvodinja († okoli 1187)
- Ladislav II., ogrski kralj († 1163)
- Vilijem I., sicilski kralj, vladar južne Italije († 1166)

## Smrti
- 7. januar - Knut Lavard, danski kronski princ, vojvoda Schleswiga (* 1096)
- 1. marec - Štefan II., ogrski kralj (* 1101)
- 21. avgust - Balduin II., jeruzalemski kralj (* 1060)
- 13. oktober - Filip Francoski, sokralj (* 1116)
- 17. december - Omar Hajam, perzijski matematik, astronom, pisatelj, pesnik, filozof (* 1048)

Neznan datum
- Đorđe Vojislavljević, kralj Duklje in Travunije (* ok. 1081)
- Gaston IV. Béarnski, vikont, križar
- Joscelin I., edeški grof ( ni znano)
- Konstantin I. iz Arboreje, sardinski vladar Arboreje
- Mahmud II., seldžuški sultan (* 1105)
- Rajmond Berengar III., barcelonski grof (et al.) (* 1082)